# Ballard
Ballard és un poble del Comtat de Uintah a l'estat de Utah (Estats Units d'Amèrica).

## Demografia
Segons el cens del 2000, Ballard tenia 566 habitants.
, 181 habitatges, i 146 famílies. La densitat de població era de 15,6 habitants per km².
Dels 181 habitatges en un 47% hi vivien nens de menys de 18 anys, en un 70,7% hi vivien parelles casades, en un 3,9% dones solteres, i en un 19,3% no eren unitats familiars. En el 18,2% dels habitatges hi vivien persones soles el 7,7% de les quals corresponia a persones de 65 anys o més que vivien soles. El nombre mitjà de persones vivint en cada habitatge era de 3,13 i el nombre mitjà de persones que vivien en cada família era de 3,58.
Per edats la població es repartia de la següent manera: un 34,6% tenia menys de 18 anys, un 10,2% entre 18 i 24, un 26,5% entre 25 i 44, un 20,3% de 45 a 60 i un 8,3% 65 anys o més.
L'edat mediana era de 30 anys. Per cada 100 dones de 18 o més anys hi havia 111,4 homes.
La renda mediana per habitatge era de 35.278 $ i la renda mediana per família de 36.484 $. Els homes tenien una renda mediana de 29.875 $ mentre que les dones 17.361 $. La renda per capita de la població era de 12.620 $. Entorn del 7,7% de les famílies i el 8,5% de la població estaven per davall del llindar de pobresa.

## Poblacions properes
El següent diagrama mostra les poblacions més properes.